# Isabel López
Isabel López i Chamosa (Mondoñedo, Lugo, 18 de octubre de 1953) es una política española, diputada en el Congreso de los Diputados desde la VI Legislatura. 

## Biografía
Es diplomada en Relaciones Laborales por la UNED y Técnica de Organización por la Escuela Superior de Barcelona. En 1977 se afilió a la UGT de Cataluña, de la cual es Defensora del Delegado de la UGT de Cataluña.
Es miembro de la Comisión Ejecutiva de PSC-PSOE y presidenta de la Fundación Maria Aurèlia Capmany. Es presidenta de la Asociación de Educación de Adultos 'Juan Ribera' y vicepresidenta del Instituto para el Desarrollo de la Formación y la Ocupacio (IFOC) de Cataluña. 
Fue elegida diputada por la provincia de Barcelona en las elecciones generales españolas de 1996, 2000, 2004, 2008 y 2011. Ha formado parte de comisiones que trataron asuntos relacionados con la política social, el trabajo, la sanidad y el consumo, portavoz socialista de la Comisión del Pacto de Toledo, y Secretaria Segunda de la Comisión de Ocupación y Seguridad Social.